# Unione Territoriale Intercomunale del Gemonese
L'Unione Territoriale Intercomunale del Gemonese è stato un ente amministrativo e territoriale istituito nel 2016, contestualmente alla cessazione delle province della regione Friuli-Venezia Giulia. È stata soppressa nel 2020 ai sensi della legge regionale 21/2019. Essa era formata da 6 comuni. Prende il nome da Gemona del Friuli, capoluogo dell'UTI con i suoi comuni del circondario.

## Comuni dell'unione
| Stemma | Comune            | Popolazione | Superficie (km²) | Altitudine |
| ------ | ----------------- | ----------- | ---------------- | ---------- |
|        | Gemona del Friuli | 10 778      | 56,06            | 272        |
|        | Artegna           | 2 885       | 11,22            | 210        |
|        | Bordano           | 710         | 14,9             | 224        |
|        | Montenars         | 496         | 20,59            | 472        |
|        | Trasaghis         | 2 171       | 77,85            | 217        |
|        | Venzone           | 1 998       | 54,55            | 230        |